# Delco
Delco – jednostka osadnicza w Stanach Zjednoczonych, w stanie Karolina Północna, w hrabstwie Columbus.